# David White (Tontechniker)
David White (* 20. Jahrhundert) ist ein australischer Tontechniker.

## Leben
White begann seine Karriere 1988 mit dem australischen Fernsehfilm Fragments of War: The Story of Damien Parer über den Kameramann Damien Parer. Seine erste größere internationale Produktion war der Science-Fiction-Film Dark City von Alex Proyas. Zwischen 1999 und 2001 arbeitete er an der Fernsehserie Farscape, 2004 war er an der Miniserie Farscape: The Peacekeeper Wars beteiligt. Er arbeitete ab Mitte der 2000er Jahre auch in der Tongestaltung und an Soundeffekten. 2016 wurde er für Mad Max: Fury Road gemeinsam mit Mark A. Mangini mit dem Oscar in der Kategorie Bester Tonschnitt ausgezeichnet. Für diesen Film war er zudem für den BAFTA Film Award in der Kategorie Bester Ton nominiert.

## Filmografie (Auswahl)
- 1996: Idiot Box
- 1998: Dark City
- 2006: Der Fluch der goldenen Blume (Mǎn chéng jìn dài huáng jīn jiǎ)
- 2008: Die Erpresser (Acolytes)
- 2009: Knowing – Die Zukunft endet jetzt (Knowing)
- 2013: Die Liebe seines Lebens (The Railway Man)
- 2015: Mad Max: Fury Road

## Auszeichnungen (Auswahl)
- 2016: Oscar in der Kategorie Bester Tonschnitt für Mad Max: Fury Road
- 2016: BAFTA-Film-Award-Nominierung in der Kategorie Bester Ton für Mad Max: Fury Road